# Афонина, Наталья Геннадьевна
Наталья Геннадьевна Афонина (род. 14 октября 1986, Орёл) — российский политик, государственный деятель, депутат Государственной думы VI созыва от «Единой России»

## Биография
Родилась 14 октября 1986 года в г. Орле. Училась в 38 общеобразовательной школе г. Орла.
В школе была капитаном женской футбольной команды. Восемь лет занималась в театральной студии. Играет на гитаре и барабанной установке.
Поступила в ФГБОУ ВО «ОГУ имени И. С. Тургенева» в 2004 году на специальность «Финансы и кредит». Затем в 2006 году поступила по программе получения высшего образования на базе имеющегося высшего образования на специальность «Юриспруденция» в том же вузе. Закончила обе специальности с отличием одновременно — экономист по специальности «Финансы и кредит» (2009 г.), юрист по специальности «Юриспруденция» (2009 г.)
В 2009 году в возрасте 23 лет открыла собственный производственный бизнес в г. Орле «Кованый стиль». 
В марте 2011 года была приглашена в числе 5 лучших предпринимателей ЦФО на встречу с Президентом России В. В. Путиным
В 2018 году получила высшее образование по специальности «Психологическое консультирование» в Российском университете дружбы народов.
С 2019 года участвует в качестве наставника молодых предпринимателей в акселерационной программе для социальных предпринимателей в Орловской области.

### Депутат Госдумы
Депутат Государственной думы VI созыва от «Единой России» с ноября 2015 года по октябрь 2016 года.
Стала депутатом в 29 лет. Входила в состав Комитета Госдумы по делам общественных объединений и религиозных организаций. Передача мандата Афониной состоялась на 316-м заседании Центральной избирательной комиссии РФ 2 декабря 2015 года. По итогам 2015 года задекларировала самый скромный доход среди депутатов Госдумы.